# Khabur (Eufraat)

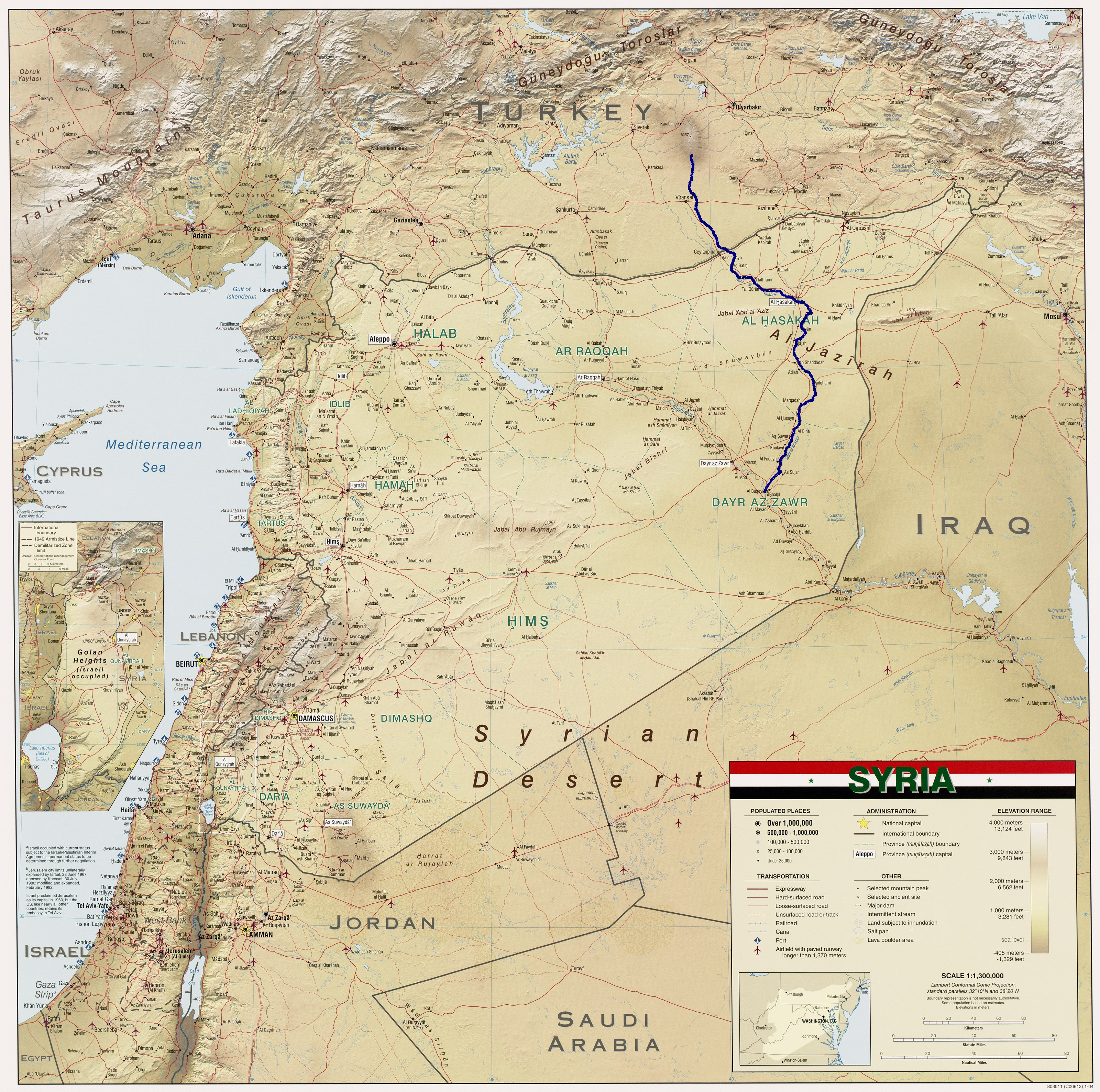
Ligging van de Khabur.

De Khabur (Aramees: ܢܗܪܐ ܚܒܪ Arabisch: نهر الخابور; ook getranslitereerd als Habor of Habur) is een rivier die ontspringt in Zuidoost-Anatolië (Turkije) en zuidwaarts stroomt naar Syrië, waar zij uiteindelijk in de Eufraat uitmondt. De rivier, met zijn verscheidene takken, zoals de Aweidj, Dara, Djirdjib, Jaghjagh, Radd en Zergan, is geen belangrijke waterloop en is een groot deel van het jaar een wadi (droge rivierbedding).

## Geschiedenis
Belangrijke oude sites zoals Tell Halaf, Tell Brak, Tell Leilan en Urkesh, zijn in het bekken van de Khabur opgegraven. Zij heeft haar naam gegeven aan opvallend geschilderd aardewerk uit het vroege 2e millennium v.Chr. dat in Noord-Mesopotamië en Syrië is gevonden: Khabur ware. Het gebied van Khabur wordt ook geassocieerd met de opkomst van het koninkrijk van Mitanni dat zijn bloeitijd had tussen ca. 1500 en 1300 v.Chr.
Het boek Koningen in de Hebreeuwse Bijbel beschrijft hoe Israëlitische gevangenen van Samaria door de Assyrische koning gedwongen werden zich te vestigen nabij Guzana aan de oevers van de Khabur (II Koningen 17:6, 18:11).

## Moderne Khaburvallei
Bij het Khaburproject, begonnen in de jaren 60 van de twintigste eeuw, ging het om de constructie van een reeks dammen en kanalen. De Khaburvallei, die nu ongeveer 16 000 km² landbouwgrond omvat, is Syrië's voornaamste tarweproducerende streek. Het noordoostelijke deel is ook het centrum van de Syrische olieproductie.

## Referentie
- F.E. Gigot, Habor, lemma in Catholic Encyclopedia (1913)]

- Gemeinsame Normdatei: 4459209-7
- Virtual International Authority File: 248712610